# DJ Shadow
Joshua Paul Davis (* 29 червня 1972, Сан-Хосе), відоміший, як DJ Shadow — американський ді-джей, продюсер, колишній учасник проекту UNKLE. Він вважається видатним діячем у розвитку інструментального хіп-хопу і першим отримав повідомлення від Книги рекордів Гіннеса про випуск свого дебютного альбому «Endtroducing.....», який був побудований практично повністю на семплах.
Його особиста аудіо-колекція складається з більш ніж 60.000 записів.

## Життєпис
Каліфорнієць Джош Девіс (Josh Davis), більше відомий світу як DJ Shadow, в певному сенсі місіонер хіп-хопу. Не того, який сьогодні в моді — з агресивно розчепіреними пальцями в перснях, з пістолетом напоготові, з гомофобією в кожному слові і кулеметними чергами «Факовіт». DJ Shadow — музикант іншого складу, він симпатизує першопроходцям хіп-хопу, які шукали нові форми і нові звуки, — Public Enemy, Run DMC, Grandmaster Flash… Не бажаючи брати участь у ярмарках марнославства, які заполонили ефір, він обрав шлях експериментатора і створює розкішну звукову палітру, іскристішу новими відтінками, насичену семплами і ді-джейськими примочками, просочену відгомонами ембієнту, тріп-хопу і танцювальної електроніки.
Уродженець каліфорнійського міста Сан-Хосе, дитинство Джош Девіс провів в іншому куточку Каліфорнії — Хейворд, передмісті Сан-Франциско, де його родина жила у відносно чистенькому районі для середнього класу. Ні прихильним до рокерам каліфорнійській сонце, ні модний у 80-х хард-рок не змусили свавільного підлітка захопитися гуркітливі тріумвіратом барабанів, баса і гітари. Замість цього він переймається гарячим інтересом до хіп-хопу, захоплюється ді-джейський субкультурою, навчається орудувати вініловими дисками і мікшувати запису. Головні персонажі його фонотеки — піонери хіп-хопу, новатори і експериментатори Eric B and Rakim, Ultramagnetic і, звичайно, Public Enemy — ті колективи, в яких були власні ді-джеї.
Ще навчаючись у школі, Джош Девіс почав записувати свої перші речі на домашньому магнітофоні. Але тільки поступивши в університет, він професійно зайнявся створенням музики. І навіть відкрив власний лейбл «Solesides», забезпечивши собі повну творчу самостійність. Серед музично стурбованих студентів, що групувалися навколо університетської радіостанції, у Джоша знайшлося чимало нових знайомих, у тому числі й кілька бі-боїв (в майбутньому — підопічних його лейбла). З їх допомогою вже в 1991 році 18-річний Девіс починає видавати на касетах серію музичних збірок «Reconstructed From the Ground Up» зі своїми міксами. У 91-92 роках він співпрацює з компанією Hollywood Records — як продюсер і композитор. А в 1993 році публікує перше серйозне твір — 17-хвилинну «симфонію» в стилі хіп-хоп «Entropy».
Досить цікава історія відбулась у 1992 році, яка фактично сприяла переходу DJ Shadow від діджеїнгу до продакшену. У 1992 році Джош відвідав фінал конкурсу діджеїв DMC World DJ Championships, в якому виступав DJ QBert. Як говорив сам Джош, побачивши, що витворяє з вертушками Q, він вперше в своєму житті зрозумів, що не зможе повторити побачене, як би він не старався і як довго б не практикувався. А бути «другим» після когось Джошу не хотілося і він остаточно переключився на написання музики.
Його записи широко розходяться в андеграундних колах і серед ді-джеїв. І своєю чергою потрапляють до менеджерів лондонського лейбла Mo 'Wax. В Америці початку 90-х такий експериментальний інструментальний хіп-хоп нікого не зацікавив, тому пріоритет у відкритті DJ Shadow належить британцям. Пробні сингли «In / Flux» і «Lost and Found (S.F.L.)», які музикант записав для Mo 'Wax, являли собою, як писала преса, "міні-шедеври, що поєднують елементи фанку, року, хіп-хопу, ембієнту, джазу, соула і самих несподіваних інгредієнтів «. У 1995 році в дискографії DJ Shadow з'явилося масштабне 40-хвилинне полотно в чотирьох частинах What Does Your Soul Look Like „, видане у форматі EP. Диск очолив британський чарт незалежний і відкрив зелену вулицю для прийдешніх великих звершень DJ Shadow.

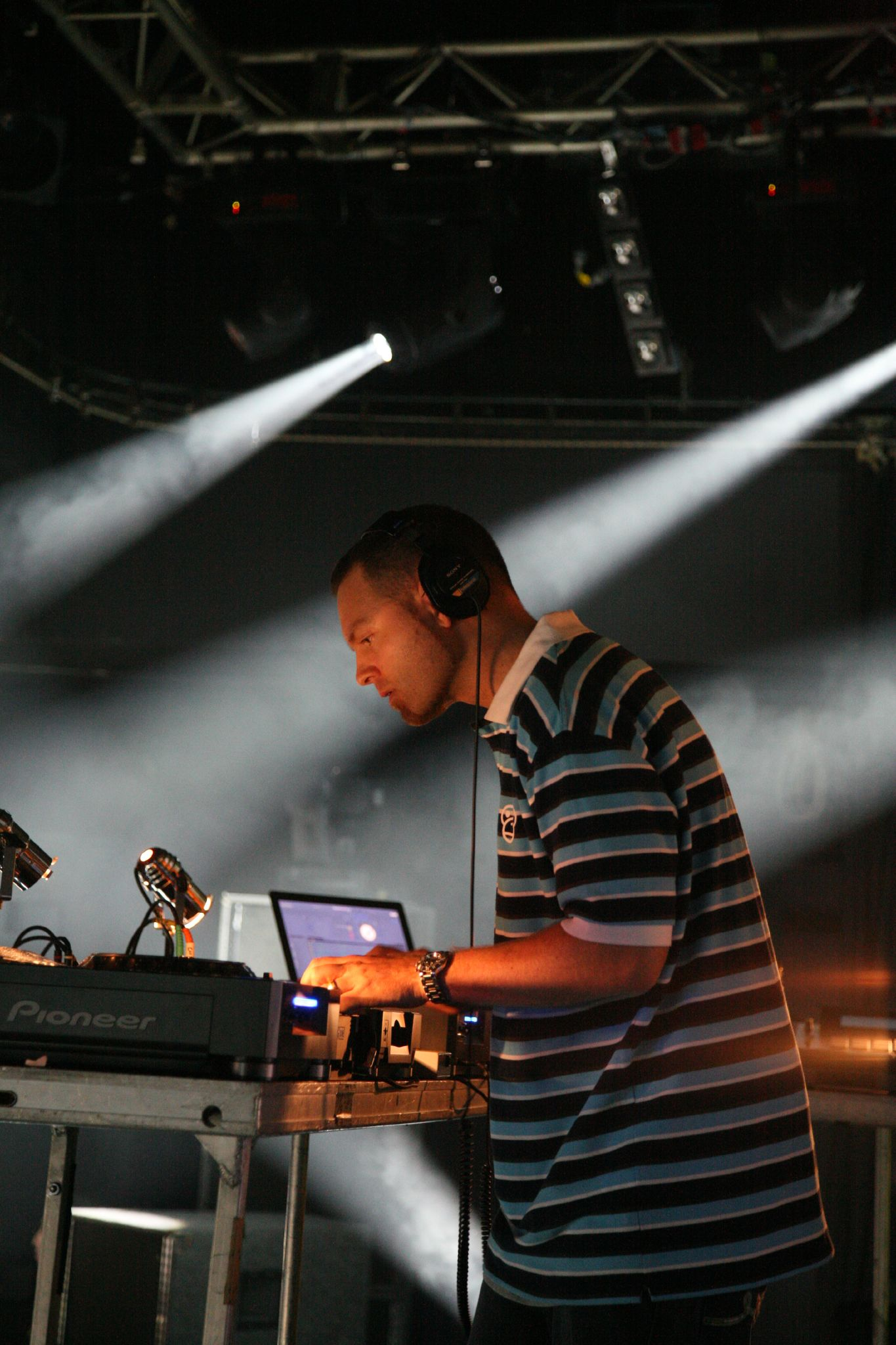
За пультом

Музикант дійсно ставив собі дуже високу планку, що підтверджує і його дебютний альбом “Endtroducing.....», виданий у 1996 році. Критики Європи і США були досить одностайні в оцінці альбому, «гібрида краси і параної», який «звучав так, як не звучав жодний інший запис на той момент». Вибравши хіп-хоп не як знаряддя соціального протесту, а як новаторський стиль, музикант скомпонував цілий альбом з чужих семплів, здебільшого витягнутих з старих вінілових платівок. З цього інтригуючого колажу, розчином всі жанри і змішати все фарби, народжується щось абсолютно нове, непередбачуване, але смутно знайоме, завдяки міцному «історичним» фундаменту.
У 1997 році вже більш солідний лейбл «Solesides», яким артист весь цей час продовжував опікуватися і розвивати, перейменувався в «Quannum Projects». Першим релізом оновленої компанії стала відмінна збірка, що включала записи багатьох андеграундних талантів: Jurassic 5, Divine Styler, Souls of Mischief, Poets of Rhythm та інших.
У 1998 році ранні записи DJ Shadow, не відомі широкій публіці, його перші сингли і ще не видавалися треки були об'єднані в збірнику «Preemptive Strike» (випереджувальний удар). Якщо дебютний альбом, як це часто трапляється, меломани здебільшого переглянули, то тепер вже вони тримали вухо гостро. «Preemptive Strike» відзначився в поп-чартах Англії і США, а в американському незалежному рейтингу Heatseekers дістався до першої позиції.
Хоча DJ Shadow ніколи не співав і не володіє жодним інструментом, в сфері електронної музики він уміє практично все. Наприкінці 90-х глава компанії «Mo 'Wax» Джеймс Лавелл (Джеймс Лавель) довіряє йому продюсування деяких підопічних лейблу, у тому числі і своєї власної тріп-хоп-групи UNKLE. DJ Shadow працював над дебютним альбомом UNKLE «Psyence Fiction», який створювався як саундтрек для документального фільму про нью-йоркських бездомних. Правда, незважаючи на присутність численних зірок (Том Йорк (Thom Yorke), соліст Radiohead, Річард Ешкрофт (Richard Ashcroft), екс-Verve, Mike D з Beastie Boys), лонг-плей вийшов посереднім, і долю подальших записів команди довірили іншому продюсеру .
А ось близькі творчі стосунки з Томом Йорком продовжилися. Будучи щирим шанувальником Radiohead, DJ Shadow провів ще не один день в студії, продюсуючи нові композиції групи.
За всіма цими заняттями музикантові ніколи було засісти у студії і закінчити свій другий альбом. З моменту дебюту пройшло цілих шість років, поки нарешті влітку 2002 року з'явився новий лонг-плей «The Private Press». Навряд чи шанувальники ді-джея мали право на розчарування. DJ Shadow знову працював у стилістиці «клаптикової ковдри», для якого припас ряд абсолютно унікальних семплів. Безпомилкове продюсерське чуття і тяга до нестандартних рішень дозволили йому віртуозно маніпулювати різноматітними семплами, чи то меланхолійна поп-музика 60-х, диско, електробіти, піаніно, струнний оркестр чи шум вуличної бійки.
Цей вміло скомпонований пастіш заявив про себе вчасно і дуже впевнено. Два хіт-сингли, «Six Days» і «You Can't Go Home Again», стартували в танцювальному чарті США відповідно до першої та другої рядка. Під дружний гул задоволених рецензентів лонг-плей дуже комфортно почував себе в рейтингу Billboard 200 і вийшов до трійки лідерів електронного чарту. Альбом «The Private Press» став гарантованою перепусткою DJ Shadow в коло продюсерів екстра-класу.
Альбом «The Outsider» був виданий 18 вересня 2006. Він отримав протиречіві відгуки. Більшість рецензентів звинувачювала DJ Shadow у самоповторах. Вся ця ситуація змусила маестро самому відповісти на всі звинувачення, що він і зробив у своєму блозі, де у досить жорсткій формі роставив всі крапки над «і».

## Дискографія

### Студійні альбоми
- 1996 — Endtroducing.....
- 2002 — The Private Press
- 2006 — The Outsider
- 2011 — The Less You Know, the Better
- 2016 — The Mountain Will Fall
- 2019 — Our Pathetic Age
- 2023 — Action Adventure